# Gustave Aimard
Gustave Aimard, pseudonimo di Olivier Gloux (Parigi, 13 settembre 1818 – Parigi, 20 giugno 1883), è stato un romanziere francese.
S'imbarcò per mare all'età di 12 anni. Dopo una vita avventurosa in America come cercatore d'oro e trapper, durante la quale trascorse molti anni in compagnia delle tribù indiane del Nordamerica, viaggiò in Messico, Spagna, Turchia e nel Caucaso. Tornato in Francia, divenne scrittore; la sua specialità erano i romanzi ambientati in località esotiche, in particolare nel Selvaggio West americano, nei quali si riscontra l'influenza di James Fenimore Cooper. Ai suoi tempi popolare quanto Eugène Sue e Paul Féval, scrisse una sessantina di romanzi. Fu l'autore di Les Trappeurs de l'Arkansas (1858), La fièvre d'or (1860), Les aventuriers (1863), Les Bohêmes de la mer (1865) e Les bandits de l'Arizona (1882).
Nel 1879 apparve, con la doppia firma di Gustave Aimard e di Jules Berlioz d'Auriac, Jim l'Indien, insieme ad altri undici altri romanzi pubblicati presso l'editore Degorce-Cadot. Questi romanzi erano però già apparsi presso l'editore Brunet, con la sola firma di Jules Berlioz d'Auriac. Vi fu probabilmente una presa di possesso delle opere da parte di Aimard, che avrebbe offerto in cambio la propria celebrità a un Jules Berlioz d'Auriac che invece non ne aveva. La situazione si complicò allorché si scoprì, grazie a Simon Jeune, specialista in materia, che i romanzi di Jules Berlioz d'Auriac sarebbero probabilmente opera di autori americani, traduzioni e adattamenti di dime novels poco noti.
Fu coinvolto nei moti del 1848 ed emigrò in Sudamerica dopo il colpo di Stato di Napoleone III. Tornato in Francia all'epoca della guerra franco-prussiana, guidò un contingente di volontari. Morì pazzo a Parigi il 20 giugno 1883.